# Hanoi Hannah
Thị Ngọ Trịnh, nota anche come Thu Hương e Hanoi Hannah ([ṯɕïŋ˧ˀ˨ʔ thi˧ˀ˨ʔ ŋɔ˧ˀ˨ʔ]; Hanoi, 1931 – Ho Chi Minh City, 30 settembre 2016) è stata una conduttrice radiofonica vietnamita nota principalmente per il suo lavoro durante la guerra del Vietnam, quando realizzò trasmissioni in lingua inglese per il Vietnam del Nord come parte di una guerra psicologica diretta contro le truppe degli Stati Uniti.

## Biografia
Ngọ è nata ad Hanoi nel 1931.  Suo padre, Trịnh Định Kính, era un uomo d'affari di successo che possedeva la più grande fabbrica di vetro dell'Indocina francese. Chiese di imparare l'inglese per il desiderio di guardare i suoi film preferiti come "Via col vento" senza sottotitoli. La famiglia le fornì così lezioni private di inglese. Nel 1955, quando aveva 24 anni, si unì alla stazione radio Voice of Vietnam e fu scelta per leggere il telegiornale in lingua inglese rivolto agli ascoltatori nei paesi asiatici di lingua inglese.  Uno dei suoi tutor e mentori alla stazione era il giornalista australiano Wilfred Burchett.  A quel tempo, adottò il soprannome Thu Hương, che significa "fragranza autunnale", poiché era più facile e più breve per i suoi ascoltatori non vietnamiti.

### Guerra del Vietnam

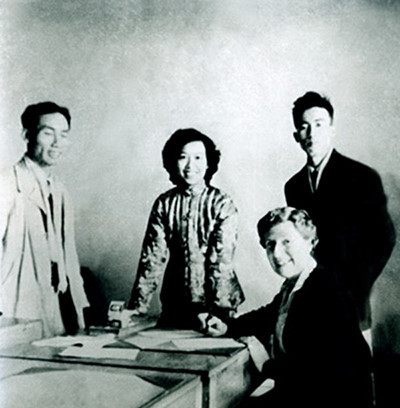
Trinh Thi Ngo, meglio conosciuta come Hanoi Hannah, voce della propaganda nordvietnamita durante la guerra del Vietnam, in compagnia di esperti stranieri

Durante la guerra del Vietnam, Ngọ divenne famosa tra i soldati statunitensi per le sue trasmissioni di propaganda su Radio Hanoi. I suoi copioni erano scritti dall'Esercito popolare vietnamita (EPV) e avevano lo scopo di spaventare e svergognare i soldati affinché abbandonassero le loro postazioni. La giornalista faceva tre trasmissioni al giorno, leggendo un elenco di statunitensi appena uccisi o imprigionati e facendo ascoltare canzoni popolari statunitensi contro la guerra nel tentativo di suscitare sentimenti nostalgia di casa, tentando di persuadere i soldati statunitensi che il coinvolgimento degli USA nella guerra del Vietnam era ingiusto e immorale. Anche le navi e il personale della Marina statunitense sono stati presi di mira nelle sue trasmissioni, con Ngọ che leggeva i nomi dei membri dell'equipaggio e diceva che sarebbero morti tutti. Ha anche ricevuto e fatto ascoltare messaggi registrati di statunitensi contrari alla guerra, affermando in seguito di ritenere che questi messaggi fossero i più efficaci di tutti, in quanto "gli americani crederanno alla propria gente piuttosto che all'avversario".

Un articolo di Tom Tiede della Newspaper Enterprise Association del gennaio 1966 descriveva il programma:
I programmi di Hannah sono sempre gli stessi. Dopo il notiziario c'è un editoriale che denuncia l'escalation della guerra negli Stati Uniti. Poi una registrazione di un soprano asiatico che sembra avere le orecchie bucate. Poi, il momento della posta ("scriveteci per sapere la verità, amici").
Una delle sue trasmissioni tipiche iniziava così:
Come stai, GI Joe? Mi sembra che la maggior parte di voi sia poco informata sull'andamento della guerra, per non parlare di una corretta spiegazione della vostra presenza qui. Non c'è niente di più confuso che ricevere l'ordine di entrare in guerra per morire o rimanere mutilati a vita senza avere la più pallida idea di cosa stia succedendo.
Si ritiene che poche o nessuna diserzione sia avvenuta a causa del suo lavoro e i soldati "hanno applaudito alle sue tattiche di paura". A volte, però, rimanevano impressionati quando lei indicava la posizione corretta della loro unità (e allora "brindavano a lei e lanciavano lattine di birra alla radio"), nominava i caduti statunitensi e dava il benvenuto alle navi della Marina in porto con i dettagli corretti dell'arrivo e i nomi dei membri dell'equipaggio. Ci sono state leggende esagerate sulla sua onniscienza, con voci che dicevano che avrebbe dato indizi su tutto, da specifici attacchi futuri dell'EPV alle fidanzate dei soldati che li tradivano a casa. In realtà, la maggior parte delle informazioni provenivano da pubblicazioni come il giornale militare statunitense Stars and Stripes.

È stato affermato che le forze americane in Vietnam non si fidavano dei bollettini radiofonici delle forze armate statunitensi  e ascoltavano i bollettini di Ngọ per ottenere informazioni dagli Stati Uniti. Secondo il corrispondente di guerra Don North:
Eliminando la verità attraverso una politica di censura, cancellazioni ed esagerazioni simile a quella di uno struzzo, la Radio delle Forze Armate degli Stati Uniti perse la fiducia di molti soldati americani nel momento in cui erano più isolati e vulnerabili alla propaganda nemica. Non è che Hanoi Hannah dicesse sempre la verità: non lo faceva. Ma era più efficace quando diceva la verità e la Radio delle Forze Armate statunitensi la falsificava.
Le trasmissioni di Ngọ durarono in totale otto anni, con l'ultima messa in onda nel 1973, quando la maggior parte delle forze statunitensi se ne stava andando. Nelle interviste rilasciate negli anni successivi, ha sempre dichiarato di essere d'accordo con lo scopo delle sceneggiature e di non essersi mai discostata da esse; riteneva che gli Stati Uniti non avrebbero dovuto inviare truppe in Vietnam e avrebbero dovuto permettere al Paese di risolvere da solo la propria situazione.

### Ultimi anni
Nel 1975, dopo la guerra, Ngọ si trasferì a Ho Chi Minh City con suo marito.  Le è stato offerto un lavoro su HCMC Television, ma ha scelto di rimanere a casa e prendersi cura del marito, che aveva subito un ictus. È morta a Ho Chi Minh City il 30 settembre 2016 all'età di 85 anni.